# Raonament no deductiu
El  raonament no deductiu  és una modalitat de raonament en el qual la veritat de les premisses no converteix en veritable la conclusió, sinó que la conclusió d'un raonament no deductiu només és probable. Així doncs, en un raonament no deductiu poden afirmar les premisses i, simultàniament, negar la conclusió sense contradir.
Raonem de manera no deductiva quan generalitzem a partir de l'observació d'alguns casos (raonament inductiu), quan establim comparacions (raonament analògic) i, també, quan obtenim conclusions particulars a partir de la informació (parcial o insuficient) de què disposem: «Hi ha núvols, per tant plourà».
A la vida quotidiana fem infinitat de raonaments no deductius, encara que no sempre amb el mateix grau de validesa. Raonem correctament quan tenim en compte les circumstàncies més pertinents al cas i no ens precipitem en treure conclusions. Mitjançant el raonament no deductiu ampliem el nostre coneixement, encara que es tracta d'un coneixement probable. Encertar en la conclusió d'un raonament no deductiu no depèn amb necessitat de les premisses.